# Proteste in Griechenland 2010–2012
Am 5. Mai 2010 fanden ein Generalstreik und landesweite Demonstrationen in den Großstädten Griechenlands statt. Die Proteste sind durch die Kürzungspläne der öffentlichen Ausgaben ausgelöst worden, wie beispielsweise die Kürzung der Löhne und Sozialleistungen als Sparmaßnahmen im Gegenzug für ein 110 Milliarden Euro schweres Rettungspaket, das dazu bestimmt gewesen ist, die Schuldenkrise Griechenlands, die 2010 zum Vorschein kam, zu lösen. Drei Menschen wurden in den Protesten vom 5. Mai getötet, den größten Protesten seit den massiven Demonstrationen, die zum Fall der Diktatur im Jahr 1974 führten.
Am 25. Mai 2011 begann die Bewegung der empörten Bürger (griechisch: Κίνημα Αγανακτισμένων Πολιτών), auch die Griechische Revolution genannt, in vielen Städten im ganzen Land zu demonstrieren. Diese zweite Welle von Massendemonstrationen unterscheidet sich radikal von den Demonstrationen im Mai 2010, und zwar dadurch, dass diese weder von einer politischen Partei organisiert werden, noch eine bestimmte Partei unterstützten. Am Anfang verliefen die Proteste friedlich. In Anlehnung an die Proteste in Spanien 2011/2012, wurden diese Demonstrationen vollständig über die sozialen Netzwerke organisiert, weswegen sie den Spitznamen Facebook-Mai bekamen. Im späteren Verlauf nahmen die Proteste gewalttätigen Charakter an.
Zahlreiche Beobachter stellten die Frage, ob die Proteste in Griechenland Teil einer europaweit vernetzten Protestbewegung seien und ob diese von den Ereignissen des Arabischen Frühlings inspiriert worden seien. Es war die Rede von einer paneuropäischen Bewegung der „Empörten“.

## Hintergrund des Protestes 2010
Mitte der 2000er Jahre war die Wirtschaft Griechenlands stark und die Regierung zog daraus Nutzen, indem sie ein großes Haushaltsdefizit einräumte. Als sich die Weltwirtschaft in den späten 2000er Jahren abkühlte, war Griechenland besonders hart getroffen, weil seine wichtigsten Industriezweige – Transport und Tourismus – besonders empfindlich auf Veränderungen im Wirtschaftszyklus reagierten. Als Folge wuchs die Verschuldung des Landes schnell an. Im Frühjahr 2010, als die Staatsverschuldung Griechenlands anwuchs, deuteten die politischen Entscheidungsträger an, dass eine Notfallrettung erforderlich sein könnte.
Am 5. März 2010 verabschiedete das griechische Parlament ein Kosten reduzierendes Gesetzespaket zum Schutz der Wirtschaft. Am 23. April bat die griechische Regierung um die Aktivierung eines von der Europäischen Union und dem Internationale Währungsfonds angebotenen Rettungspakets. Die Mittel sollten voraussichtlich schnell verfügbar werden, aber es war unklar, ob sie vor einer entscheidenden Umschuldung am 19. Mai aktiviert werden würden. Am 27. April setzte Standard & Poor’s das Schulden-Rating für das Land auf BB+ (als „Schrott“-Status eingeschätzt), wodurch die Besorgnis wuchs, dass dieses Rating zum Standard werden könnte.

## Sparmaßnahmen
Der griechische Premierminister Giorgos Papandreou kündigte am 1. Mai eine vierte Reihe von Sparmaßnahmen der griechischen Regierung an, die als „beispiellos“ beschrieben wurden. Dazu gehören unter anderem mehr Lohnkürzungen im öffentlichen Dienst, Rentenkürzungen, neue Steuern auf Unternehmensgewinne, eine Anhebung der Luxus- und Genussmittelsteuern und eine Erhöhung der Mehrwertsteuer.
Die vorgeschlagenen Änderungen, durch die bis 2012 30 Milliarden Euro gespart werden sollen, stellen die größte Regierungsreform binnen einer Generation dar. Die Einsparungen stehen mit den EU-IWF-Kreditvorschlägen im Einklang, welche die Liberalisierung der Wirtschaft Griechenlands forderten und dem Land am 2. Mai zu einem sofortigen, 45 Milliarden Euro schweren Darlehen verhalfen, aus größtenteils von der EU zu 5 % Zinsen zur Verfügung gestellten und zukünftigen zusätzlichen Mitteln.
Der Gesamtwert der Kredite befindet sich voraussichtlich im Bereich von 110 Milliarden Euro. Am 4. Mai legte Papandreou dem Parlament den Gesetzentwurf vor.